# 開路先鋒爺廟
24°31′29″N 121°51′01″E / 24.524738°N 121.850404°E
開路先鋒爺廟，又稱石牌公廟、慶安堂、慶安堂遇難工人祠，是位於臺灣宜蘭縣蘇澳鎮的英烈祠、有應廟，在蘇花公路116.7K處旁，祭祀為開闢此路而罹難的日本與臺灣籍施工人員。

## 沿革
台灣日治時期，有兩名日本人因開闢東海徒步道（今蘇花公路前身），在烏嚴吊橋旁的工寮意外被炸死，因此立碑紀念。此碑1917年立，原名「遭難碑」，當地人稱為「石牌公」，後來陸續增至六人，至台灣戰後時期改名為「開路先鋒碑」，繼續記錄因公殉職者到十三名，如1950年殉職的公路局第四區工程處第三工務段首任段長吳錦文、1973年殉職的公路局第四區工程處技工丁培俊等。

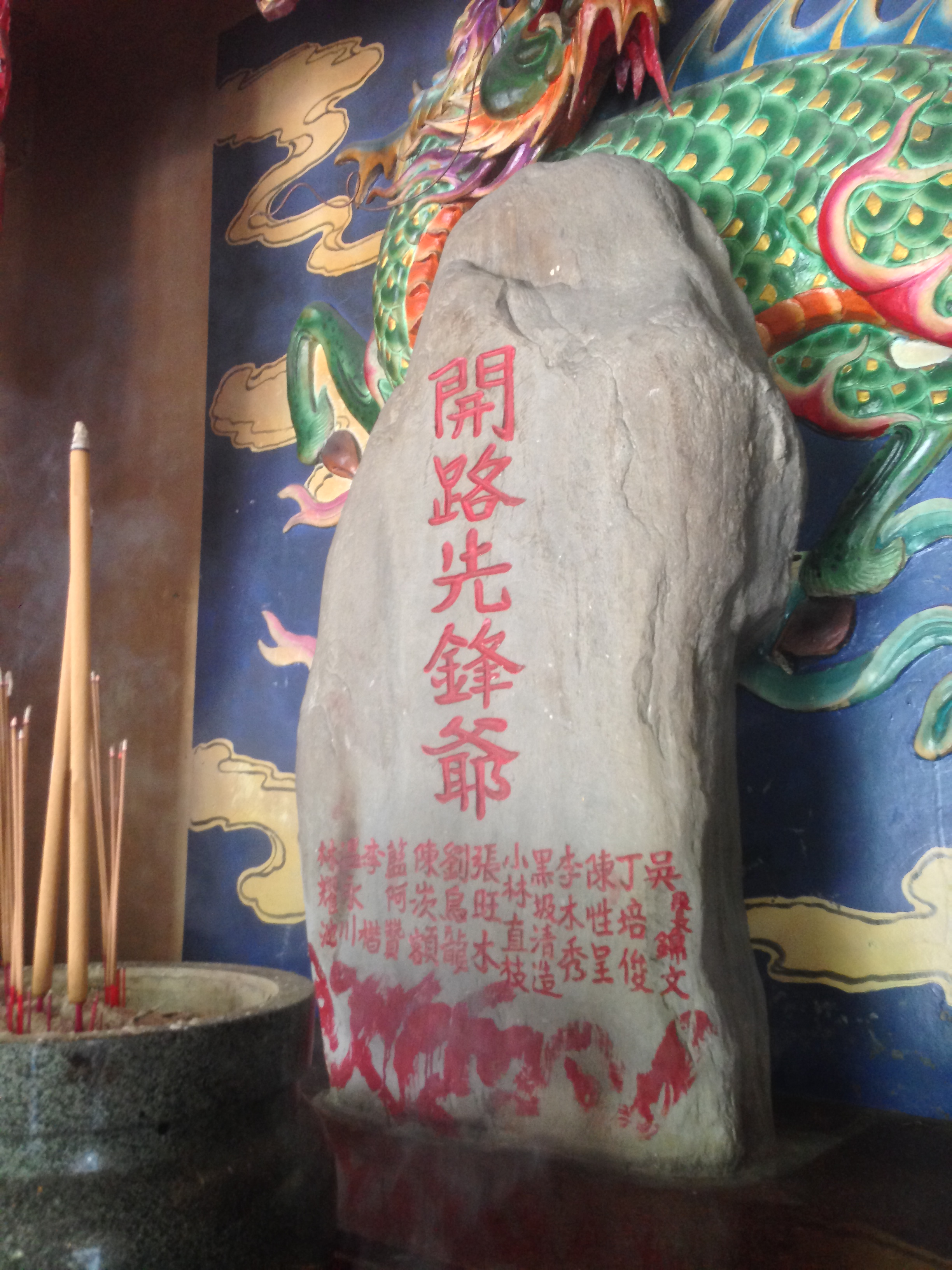
遭難碑名字有吳錦文、丁培俊、陳性呈、李木秀、黑坂淸造、小林直枝、張旺木、劉烏龍、陳崁額、藍阿贊、李楷、溫永川、與林耀池。

在1977年完成徒步環台灣島的周西伯於次年的《民生報》以「慶安堂遇難工人祠」稱呼，並說因道路至為險阻，行經時須特別謹慎。
約1996年，長年承包蘇花公路改善工程的李朝松，感念自己承做蘇花公路工程平安順利，更敬佩在蘇花公路付出的人，所以集資蓋新廟，獲得公路總局四區工程處人員、卡車司機、礦場業者、東澳、南澳鄉居民共襄盛舉，建廟花費新台幣三百多萬元。1997年新廟落成，冠名「慶安堂」。搬進廟裡供奉的紀念石重寫上「開路先鋒爺」，廟取名為「開路先鋒爺廟」。此外該廟也有「石牌公廟」的名稱。
廟旁還設有以山澗水清掃的廁所，以及提供旅客休息的設施。

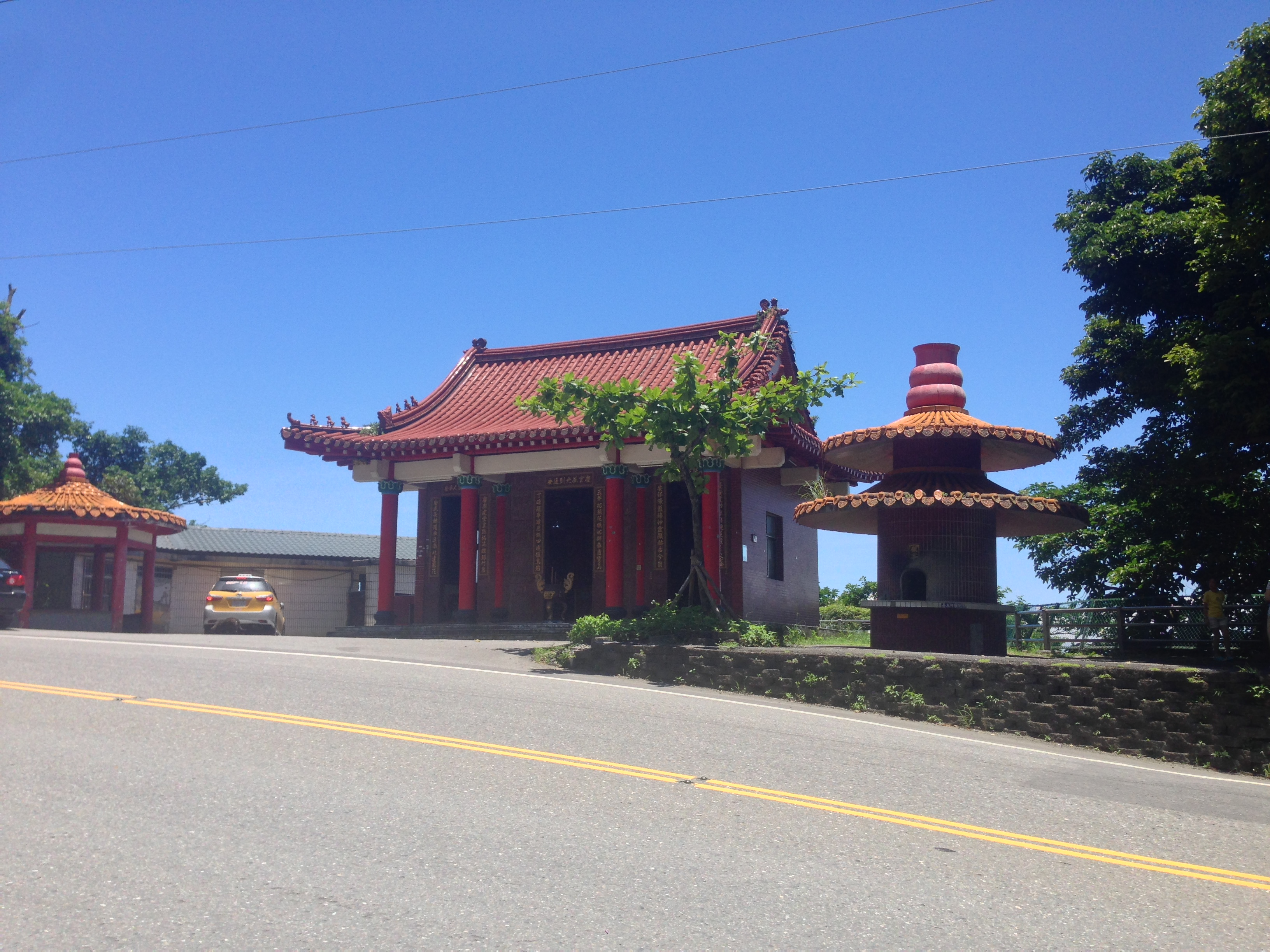
廟在蘇澳至東澳段的116.7K處[3]。
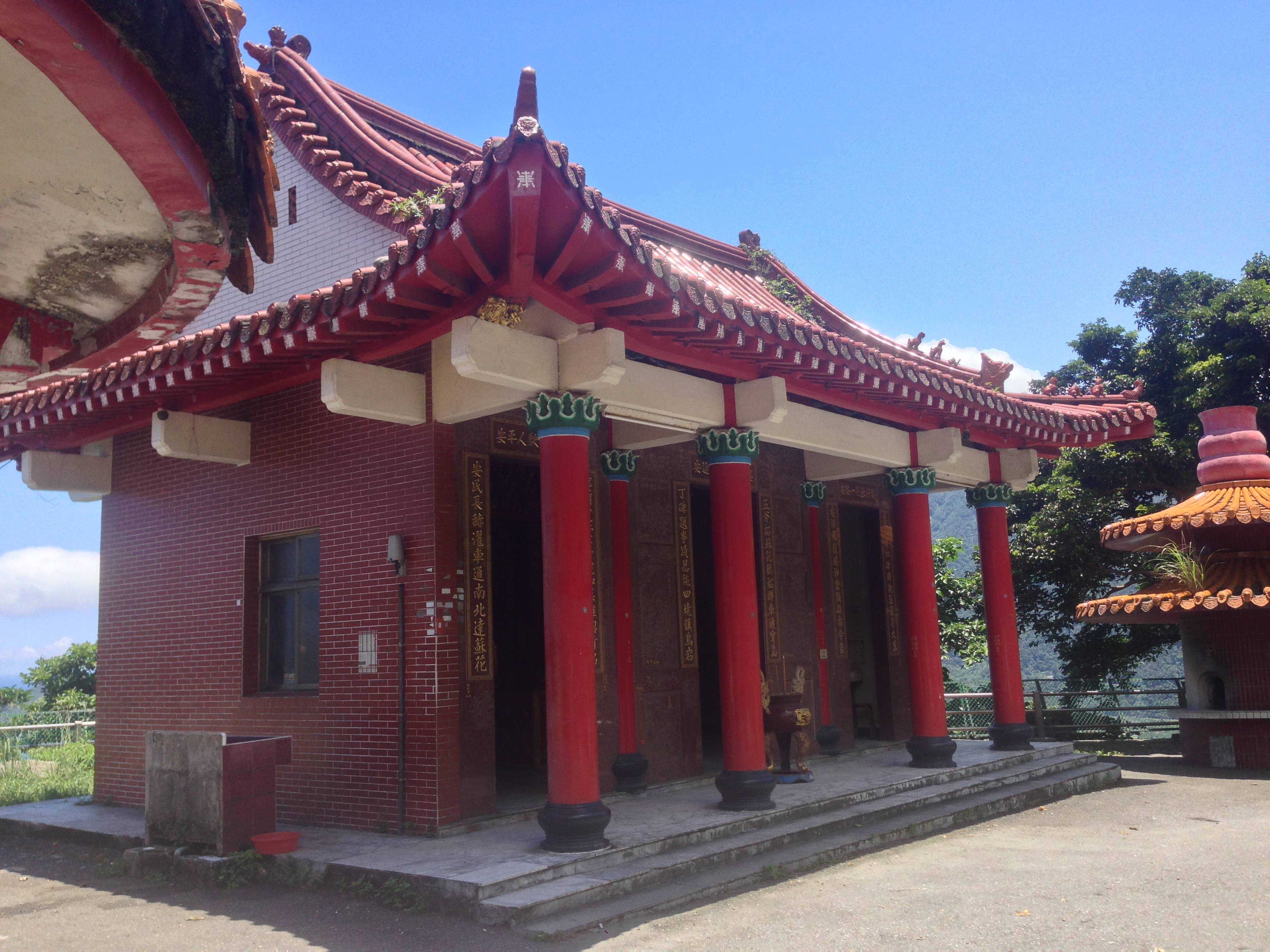
廟身
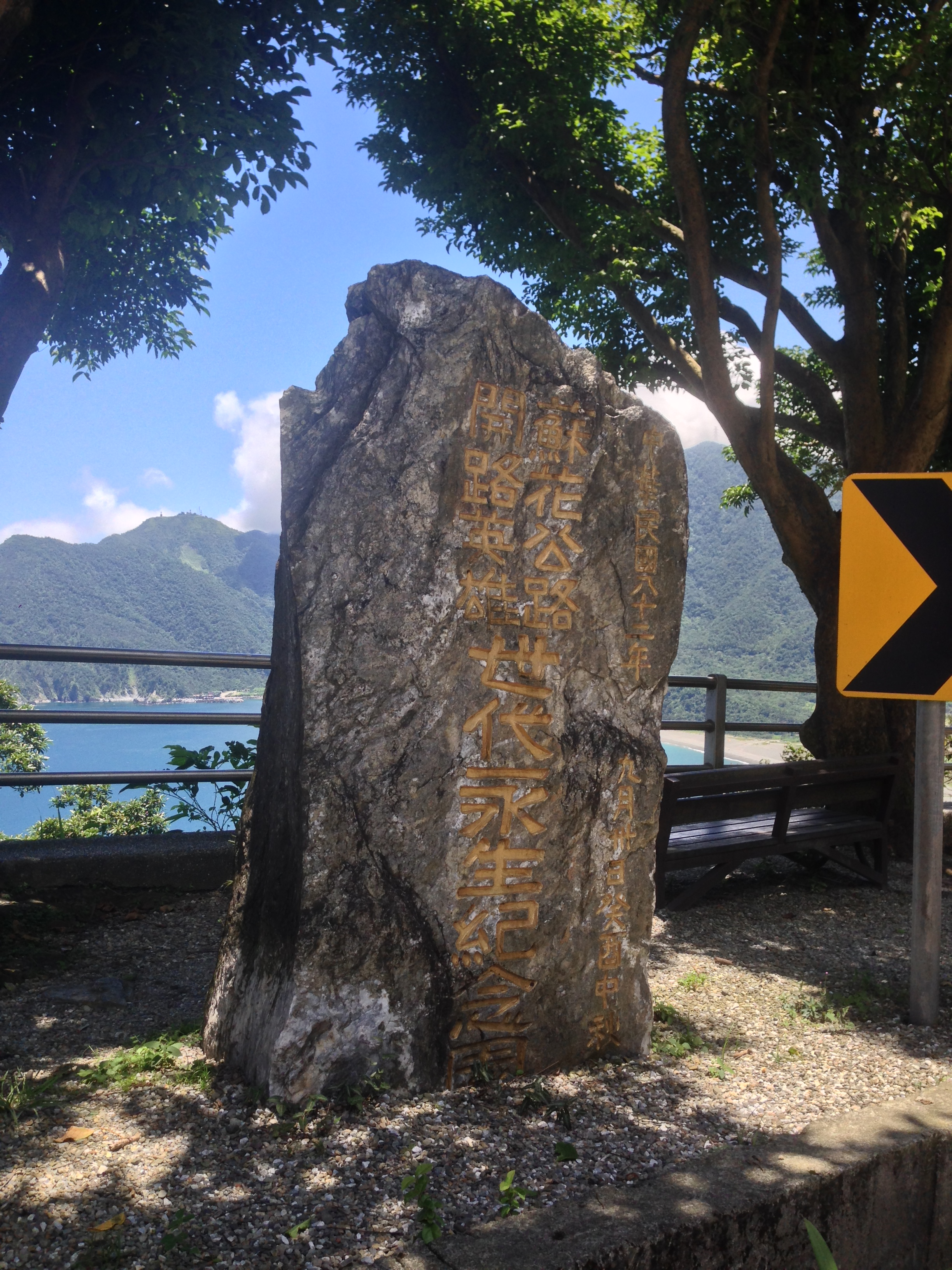
蘇花公路開路英雄世代永生紀念園碑
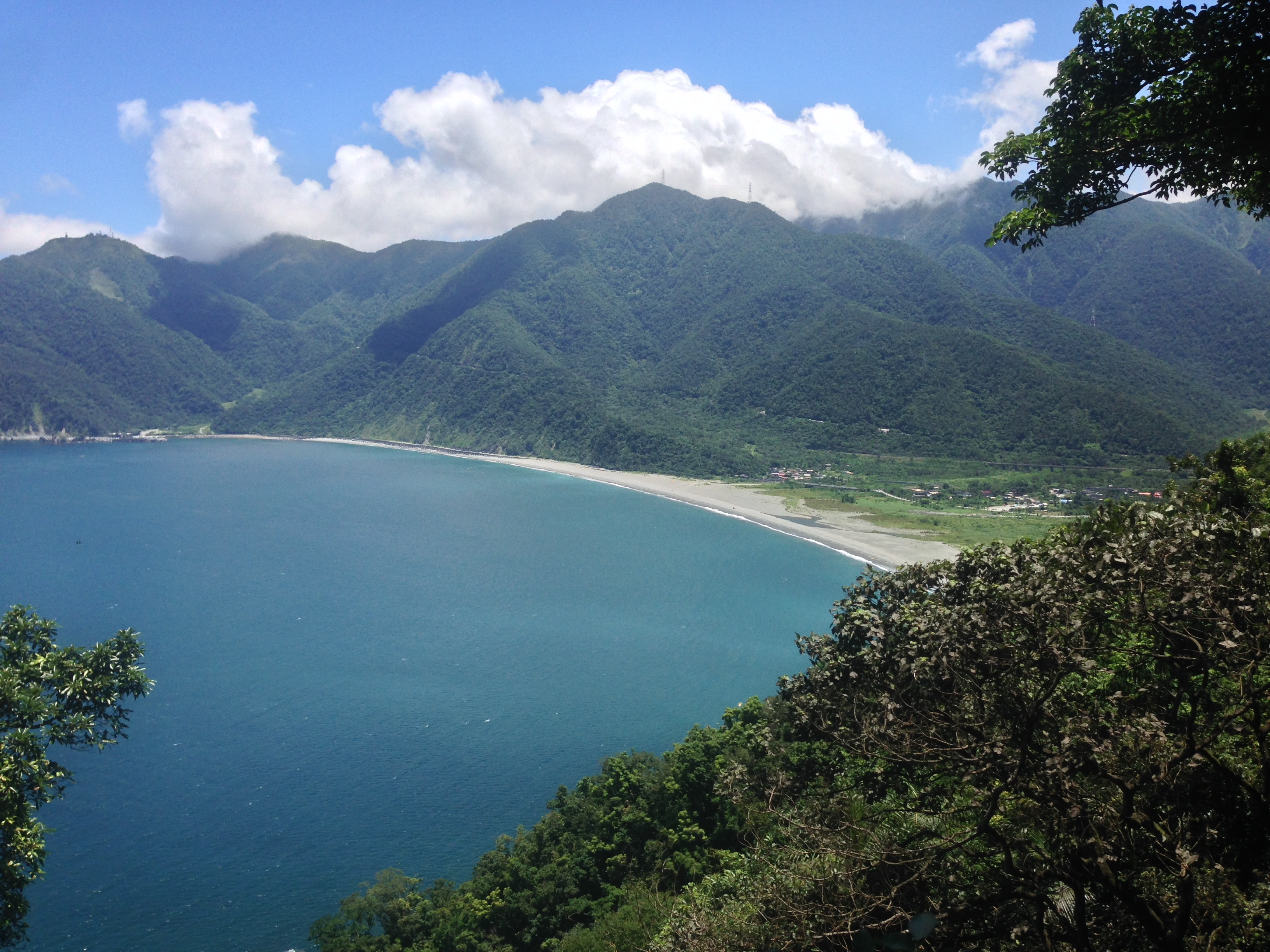
此廟可展望烏石鼻岬角與東澳灣[3]。

## 祭祀
農曆六月十四和中元節（七月半），信徒會準備豐盛的牲禮祭拜，公路局第四區工程處、蘇花公路段公路局司機工會、卡車工會也每年都會來祭拜。
香火鼎盛來自於口耳相傳的一些故事。司機林順火說一天深夜從花蓮開卡車返回宜蘭，行經烏石鼻時忽天色濛然，氣氛詭異。他看到有全身白色的一人從斷崖下冉冉升上來，飄飄然毫不費力，就站在不遠處的路邊。當車子接近時，才發現是一名頭紮白色布巾、上身赤裸的綑工，當時他嚇得牙齒打戰、手腳發軟，遠處忽然射來一道紅黃色的強光，綑工就不見了。待卡車經過石牌公處時，林順火認為紅光就來自石牌公，頓起恭敬之心，下車禮拜。
創意旅行社遊覽車事故發生後，前南澳工務段段長陳世昌建議可將罹難的廿六人與蘇花公路112.8K處罹難的三人在此廟裡安奉，認為如此用路人也會比較安心。